# Lukáš Konečný
Lukáš Konečný (ur. 19 lipca 1978 w Uściu nad Łabą) – czeski bokser, dwukrotny brązowy medalista amatorskich mistrzostw świata, olimpijczyk.

## Kariera amatorska
Jest dwukrotnym brązowym medalistą mistrzostw świata w kategorii lekkopółśredniej. Na mistrzostwach w 1997 roku w Budapeszcie pokonał kolejno Jeremy’ego Molitora, Polaka Jacka Bielskiego i Gerry’ego Legrasa, natomiast w półfinale przegrał z późniejszym złotym medalistą Dorelem Simionem. Dwa lata później na mistrzostwach świata w Houston pokonał Michaela Strange’a, Sahiba Bagirova i Diogenesa Lunę. W walce o finał przegrał jednak z Muhammadqodirem Abdullayevem, który ostatecznie zdobył złoty medal.
W 2000 roku reprezentował też swój kraj na igrzyskach olimpijskich w Sydney, gdzie przegrał już w pierwszej walce z Mohamedem Allalou.

## Kariera zawodowa
Na zawodowstwo przeszedł w czerwcu 2001 roku. Do lutego 2008 roku stoczył 38 pojedynków, z których 36 zakończył zwycięsko. Jedną z dwóch porażek poniósł w walce z Michele Piccirillo, byłym mistrzem świata organizacji IBF. 26 kwietnia 2008 roku dostał szansę zdobycia pasa mistrzowskiego organizacji WBO w kategorii lekkośredniej, przegrał jednak na punkty z Serhijem Dzyndzyrukiem.
Po wygraniu kolejnych dwunastu pojedynków po raz drugi stanął do walki o pas mistrzowski organizacji WBO. 6 października 2012 roku przegrał zdecydowanie na punkty z Zaurbekiem Bajsangurowem. Przed walką doszło do skandalu gdy rękawice przedstawione przez Konečnego do akceptacji jako 10-uncjowe okazały się 8-uncjowymi. Po wygraniu dwóch kolejnych pojedynków, 19 kwietnia 2014 roku kolejny raz przystąpił do walki o tytuł mistrza organizacji WBO, przegrał jednak na punkty z Peterem Quillinem.